# Euriphene
Euriphene är ett släkte av fjärilar. Euriphene ingår i familjen praktfjärilar.

## Bildgalleri

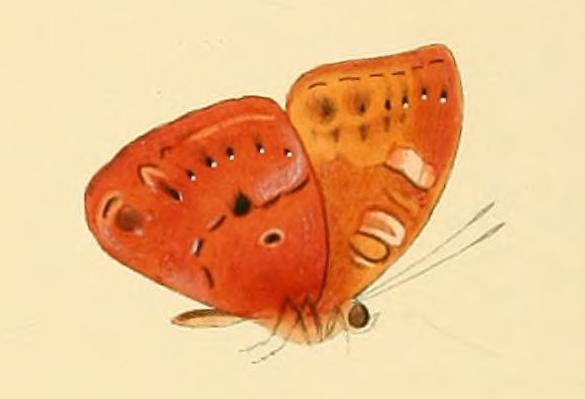
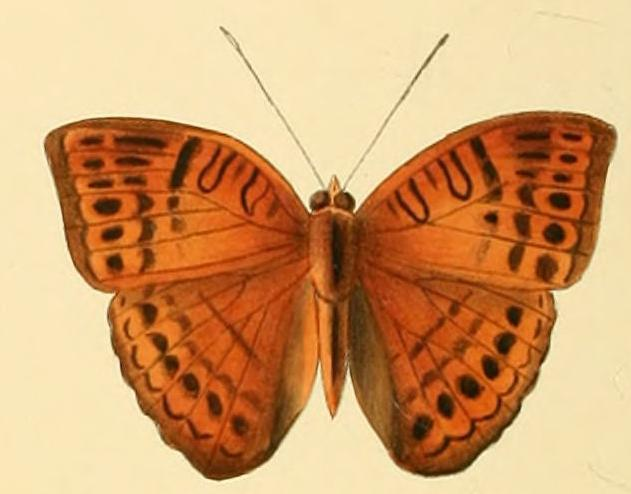
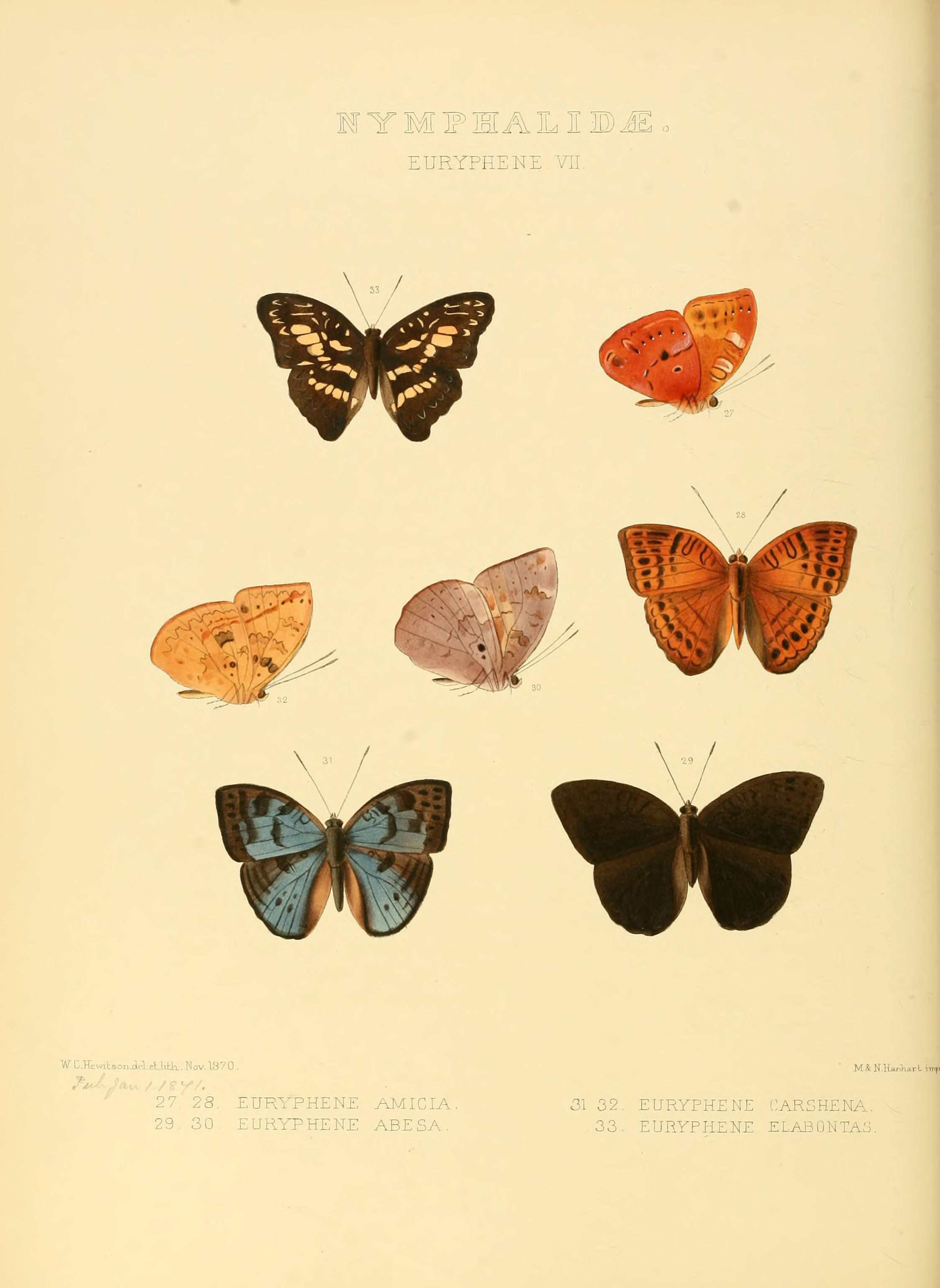
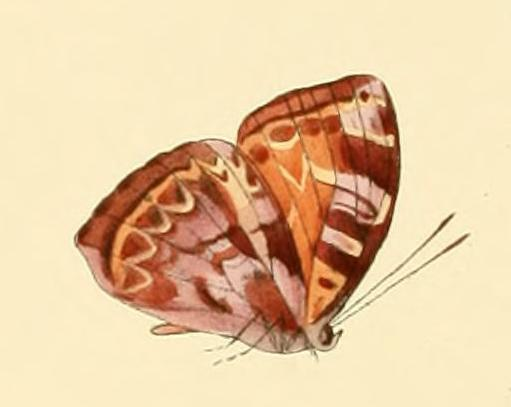
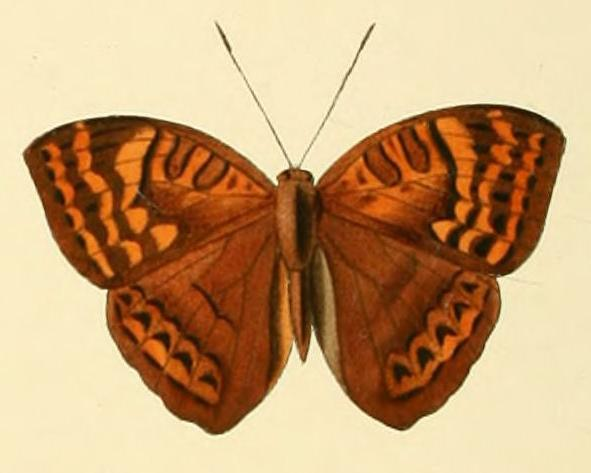
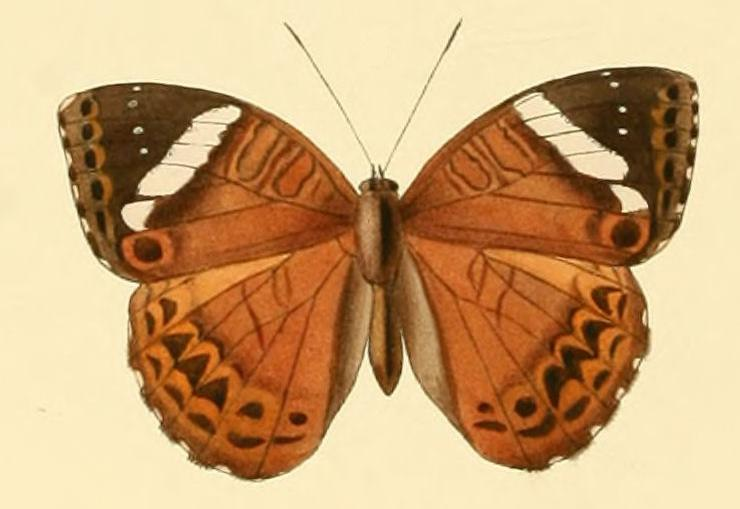

## Dottertaxa tillEuriphene, i alfabetisk ordning[1]
- Euriphene abasa
- Euriphene acutangula
- Euriphene adumbrata
- Euriphene alberici
- Euriphene albopunctata
- Euriphene amaranta
- Euriphene amicia
- Euriphene ampedusa
- Euriphene aridatha
- Euriphene atossa
- Euriphene atropurpurea
- Euriphene atrovirens
- Euriphene auge
- Euriphene aurivillii
- Euriphene aurora
- Euriphene australis
- Euriphene barombina
- Euriphene batesana
- Euriphene butleri
- Euriphene calabarensis
- Euriphene camarensis
- Euriphene candida
- Euriphene cercestis
- Euriphene chalybeata
- Euriphene chriemhilda
- Euriphene coerulea
- Euriphene coerulescens
- Euriphene comus
- Euriphene congolensis
- Euriphene conjungens
- Euriphene cottoni
- Euriphene cyriaca
- Euriphene cyrna
- Euriphene deformata
- Euriphene dilatata
- Euriphene doriclea
- Euriphene duséni
- Euriphene elpinice
- Euriphene eos
- Euriphene ernestibaumanni
- Euriphene excelsior
- Euriphene felicia
- Euriphene feronia
- Euriphene fulgurata
- Euriphene fuliginosa
- Euriphene fuscomarginata
- Euriphene gabonica
- Euriphene gambiae
- Euriphene glaucopis
- Euriphene gnidia
- Euriphene gola
- Euriphene goniogramma
- Euriphene grosesmithi
- Euriphene hobleyi
- Euriphene ikelemba
- Euriphene incerta
- Euriphene infusca
- Euriphene integribasis
- Euriphene intermixta
- Euriphene iris
- Euriphene itanii
- Euriphene ituriensis
- Euriphene jacksoni
- Euriphene kahli
- Euriphene kamitugensis
- Euriphene karschi
- Euriphene kiki
- Euriphene kivuensis
- Euriphene languida
- Euriphene leonis
- Euriphene lesbonax
- Euriphene lucasi
- Euriphene lucayensis
- Euriphene luteostriata
- Euriphene lysandra
- Euriphene mandinga
- Euriphene mawamba
- Euriphene melanops
- Euriphene milnei
- Euriphene mocquerysi
- Euriphene mollicella
- Euriphene mundula
- Euriphene nawamba
- Euriphene niepelti
- Euriphene nigropunctata
- Euriphene obsoleta
- Euriphene obtusangula
- Euriphene osyris
- Euriphene pallidior
- Euriphene paraceres
- Euriphene pavo
- Euriphene phantasia
- Euriphene phantasiella
- Euriphene phantasina
- Euriphene phreone
- Euriphene plagiata
- Euriphene rectangula
- Euriphene ribensis
- Euriphene romi
- Euriphene rotundata
- Euriphene saphirina
- Euriphene schoutedeni
- Euriphene schultzei
- Euriphene seeldrayersi
- Euriphene severini
- Euriphene simplex
- Euriphene simulata
- Euriphene sjostedti
- Euriphene soemis
- Euriphene staudingeri
- Euriphene sterna
- Euriphene subtentyris
- Euriphene suffumigata
- Euriphene tadema
- Euriphene tentyris
- Euriphene tessmanni
- Euriphene tessmanniana
- Euriphene theodota
- Euriphene trioculata
- Euriphene umbrina
- Euriphene unopunctata
- Euriphene veronica
- Euriphene winifredae